# Гора Табор, Нью-Джерсі
Гора Табор (англ. Mount Tabor) — це некорпоративна громада, яка була заснована як збори методиських таборів на території нинішнього Парсіппані-Трой Хіллз, в окрузі Морріс, штат Нью-Джерсі США. 

## Історія

### Заснування
Збори в таборах,розпочалися з метою активізації віри, особливо після громадянської війни в Америці. У 1866 р. "Асоціація методистів на зборах табірних конференцій у Ньюарку" під керівництвом офіцерів Ньюаркської конференції методистської єпископальної церкви проводила кілька щорічних табірних зустрічей на озері Спідвел біля Моррістауна, штат Нью-Джерсі. Коли власник землі врешті-решт сказав Асоціації табірних зборів, що збирається продати майно, група чоловіків розпочала пошук в селі нового кемпінгу; вони обрали лісистий масив землі, і встановили на пагорбі, який назвали " горою Фавор ", за місцем, згаданим у Біблії як місце Преображення Христа.
Пагорб, який вони знайшли для переїзду на табірне засідання конференції в Ньюарку, був частиною сільськогосподарських угідь, що належали Стефану Дікерсону. В рамках угоди про продаж Дікерсони отримали право управляти магазином в межах кемпінгу. Сім'я Дікерсон володіла магазином Foodtown внизу пагорба на дорозі 53, однак у 2018 році його закрили через зменшення бізнесу. 

### Включення табірних зборів у 1869 році
17 березня 1869 р. Створення "Асоціації табірних зборів при Ньюаркській конференції методистської єпископської церкви" відбулося внаслідок прийняття Закону № 185 про закони сесії 1869 р.  
Закон про капітули надав Ньюаркській конференції методистської єпископальної церкви право організовувати збори релігійних таборів і дозволив церкві здійснювати конкретні муніципальні повноваження щодо своїх таборів на горі Табор. 
Збори табору на горі Табор розташовувалися в тодішньому містечку Ганновер. 
У 1869 році, того ж року, коли була зареєстрована гора Табор, Конференція Ньюарк почала засновувати ще одну табірну зустріч в Оушен-Гроув, біля Джерсі-Шор. 
Статус гори Табор як муніципалітету продовжувався до 31 грудня 1979 року, коли в результаті судового позову проти Оушн-Гроув щодо відокремлення церкви від штату Верховний суд Нью-Джерсі забрав більшість муніципальних повноважень у гори Табор і Оушен-Гроув. Верховний суд штату змусив кожну громаду офіційно бути включеною до сусідніх муніципалітетів Парсіппані-Трой-Хіллз та Нептуна, відповідно.  
Сьогодні, Асоціація табірних зборів Конференції Ньюарка Методистської Церкви, "CMA" існує як асоціація власників будинків, що отримує свою владу від власників будинків, подібно до типових асоціацій квартир або таунхаусів. CMA управляється дванадцятьма обраними власниками будинків. 

### Збори в таборах
У серпні 1869 р. Натовпи методистських таборів, багато з яких були з великих промислових міст на півночі Нью-Джерсі, зібралися в сільській місцевості на десятиденну табірну зустріч. Протягом багатьох років заможніші члени громади, видатні юристи, міністри та лікарі з районів Джерсі-Сіті, Ньюарка, Патерсона, Елізабет та Моррістауна, будували декоративні будинки у вікторіанському стилі, щоб зробити їх отабори влітку більш комфортними. 

### Дитячий день
Те, що стало відомим як День захисту дітей, розпочалось у 1870-х роках як парад недільної школи навколо Трініті-Плейс, первісного місця проведення табору, що проводить релігійні служби. Після параду дітей частували морозивом  (магазин "Денне морозиво" все ще існує в Оушен-Гроув). 

### Розвиток як спільноти
Вода, за необхідністю, була важливим аспектом розвитку гори Тавор. З самого початку існували неглибокі лінії для забезпечення жителів водою. Однак їх доводилося осушувати на зиму, боячись замерзнути, тим самим запобігаючи цілорічній заселеності. У 1909 році на вулицях були прокладені глибокі водогони та зведена стоякова труба, що дозволяє забезпечувати водою зимових мешканців. З плином років вода з таборських колодязів зазнавала впливу рослинних речовин, і було визнано необхідним використовувати воду з міських колодязів. Був укладений контракт з містечком Парсіппані-Трой Хіллз, і ось як ми сьогодні отримуємо воду. Зараз водонапірна вежа в парку Св. Джона функціонує лише як нагадування про наше минуле. 
Кінець 1940-х приніс багато фізичних змін на горі Табор. Після Другої світової війни гора Табор відчула, що настав час справжньої церкви. Колишній пастор Роберт Сімпсон нещодавно розповів, що вони вирішили не розміщувати церкву посеред Пагорба (територія парку Сент-Джонс розглядалася), оскільки вони не хотіли, щоб це була "церква невеликого містечка", а скоріше така, яка вітала б всі як із Табору, так і з усього світу. 

## Структура міста

### Опікунська рада
Рада, до складу якої входять дванадцять орендних власників гори Табор, керує справами. Опікуни обираються орендарями на щорічних зборах у чотирьох групах на трирічний термін; умови розподілені таким чином, щоб щороку обирали чотирьох. Посадовими особами є президент, віце-президент, секретар та скарбник. Кожна посадова особа обирається щорічно Опікунською радою. 

### Пожежна служба
Пожежна служба на горі Табор була організована 11 червня 1910 року для надання послуг пожежної охорони громаді. Сьогодні департамент розширився, включивши значну частину Парсіппані, але все ще охоплює гору Табор. На додаток до цього, пожежна служба Маунт-Табор розширила свій пожежний будинок, розташований на проспекті Сімпсона, загалом до трьох пожежних будинків у південно-західній частині Парсіппані. 

### Заміський клуб на горі Табор
Наприкінці літа 1900 року був організований польовий клуб «Табор». З моменту свого заснування в 1904 році назву було змінено на Заміський клуб Маунт-Табор. У 1901 році цей клуб відкрив поле для гольфу. У 1911 році був побудований нинішній клубний будинок. 

### Міські службовці
На горі Табор працює міський управитель і міський писар.     